# ミニ四駆公認競技会
ミニ四駆公認競技会（ミニよんくこうにんきょうぎかい）は、タミヤが発売しているミニ四駆のレース大会のうちタミヤ社自らが開催している公式レース大会について記述する。

## 概説
初めて開催された公認競技会は、ミニ四駆用の性能アップパーツ『グレードアップパーツ』が登場する以前の1987年2月のタミヤモデラーズギャラリーで行われた「5種競技」と呼ばれる競技会である。これがミニ四駆レースの先駆けとなる。以下の5種目が行われた。
- ウルトラマッハサーキット：全長約12m、2レーンのオーバルコースで、2台のマシンの速さを競う。コース規格は現在のものとは異なるが、後のサーキットの原型コースとなる。3連続立体交差が特徴。
- ドラゴンスプリントロード：全長5.4m、幅0.3mの直線コースで、アップダウンや人工芝などを攻略する障害スピードコース。
- サイクロンループ：全長1.5m、内径0.22-0.28mの透明な円筒型コースを何回転できるかを競う。後の1992年春の『ダッシュカップ』、同年夏の『ザ・ジャパンカップ'92』、2013年秋の『ミニ四駆グランプリ2013』で採用されたループレーンチェンジャーや、更に後の第2次ブーム時に登場した、市販の家庭用オーバルホームサーキットのループレーンチェンジ(現在は絶版)に発展。
- コスモスパイダー：全長5.4m、幅0.6mのフェンスの無い傾斜付きストレートコースで、コースから落ちたり飛び出したりせずどこまで長く走れるかを競う。
- クラッシュレスリング：フェンスに囲まれた1.2×1.2mの正方形のコースで、相手をひっくり返したり、コース外へ押し出したマシンの勝利となる。このバトル形式が発展した物としては、後の2001年にバンダイから発売されたクラッシュギアがある。

以降のミニ四駆公認競技会では、主に5レーンのコースでマシンスピードを競う、タミヤが定めた『ミニ四駆公認競技会規則』が適用されるレースが行われる。タミヤ主催の主なレースイベントはこの規則に準じる。各大会によって特殊な条件が付随する場合もあり、それぞれの参加募集要項での確認が必要となる。また、その時代時代のセッティング背景により都度改訂されている。
会場には車検場が設けられており、出走前に車検に通らないとレース出場は出来ない。車検は何度でも受けられるため失格になることはない。

また、公認競技会には年齢やシャーシ、特殊ルールなどによりクラス分けされている。
2019年現在のクラスは
- オープンクラス（高校一年生以上）
- トライアルクラス（高校一年生以上）
- ジュニアクラス（小学4年生～中学3年生まで）
- ファミリークラス（中学3年生まで、参加者以外の人が製作したマシンでも出場できる）

これの他に
- チャンピオンズ（オープンクラス優勝者限定）
- チャンピオンズ特別表彰選手（チャンピオンズにおいて長期間の在籍や、目覚ましい成績を残した選手）

の、6クラスで行われている。
以前には「シャーシ限定クラス」や、「小径タイヤ限定クラス」、2人1組でペアを組み対決する「タッグクラス」などが存在した。

現在の大会進行は、オープンクラスとジュニアクラスは、
- 一次予選
- 二次予選
- 決勝（参加人数により、準々決勝もしくは準決勝からスタート）
- 優勝決定戦

の流れで行われているが、
全国のミニ四駆特約店である『ミニ四駆ステーション』店舗におけるタミヤ公認レース、5月末～7月の『ジャパンカップ シード代表決定戦』と、12月の『ウィンタートライアル』優勝者は、前者は同年のジャパンカップの一次予選を、後者は翌年の1月～3月に開催される公認競技会の一次予選を免除され、二次予選からの出場が可能。
また、午後の一次予選と並行して、マシンの塗装や美しさ、改造の完成度などを競う「コンクールデレガンス」が行われる。

主な大会名として、
- ミニ四駆全日本選手権 ジャパンカップ
- オータムカップ
- スプリングカップ
- ミニ四駆グランプリ

などがある。

2013年以降は、春、初夏、秋～冬は『ミニ四駆グランプリ○○（西暦）○○（季節）』、6月下旬～10月まで『ミニ四駆ジャパンカップ○○（西暦）』のタイトルで開催されている。

2007年以降は年間を通して開催される『ミニ四駆グランプリ』『ジャパンカップ』等の各競技会の優勝者が12月に開催される『ミニ四駆チャンピオンシップ』（2014年に『ミニ四駆GP年間チャンピオン戦』から改称）でその年のチャンピオンを決める形式となっている。

また、通常の公式大会における〝ジュニアクラス‶、〝ファミリークラス‶対象の参加者限定で行われる、

- ミニ四駆ジュニアカップ

も夏季と秋季に開催されている。
これ以外には、
毎年11月に、海外レーサーと国内チャンピオンとの世界一を争う、

- ミニ四駆ワールドチャレンジ

毎年11月に、『ミニ四駆ステーション』店舗におけるタミヤ公認レース、『スプリングトライアル』・『サマートライアル』・『オータムトライアル』の優勝者からチャンピオンを決定する、
- ミニ四駆ステーション チャンピオン決定戦

がある。

※いずれも詳細は都度改定される場合があるため、タミヤ公式ウェブサイトを参照のこと。

## ミニ四駆全日本選手権 ジャパンカップ
ミニ四駆公認競技会のうち最も開催規模の大きい全国大会。東京をはじめとして、全国10数ヶ所で開催される。最多総動員数は1996年の「スーパージャパンカップ'96」(第9回)の30万4000人で、これは単独開催のホビーイベントとしては2012年現在も最多記録である。
1988年～1999年の12年間に渡り毎年夏季に開催され、12年に渡る長期の休止期間を経て、2012年に復活を果たした。
- 第1回(1988年)～第12回(1999年)はミニ四駆日本一を決める大会であった。第13回大会でも優勝者は全日本チャンピオン[5]の扱いであるが、2007年からは年間を通して開かれる各GP大会の優勝者が12月に行われる｢ミニ四駆GP年間チャンピオン戦｣(2014年以降はチャンピオンズに所属する選手のみが出場できる「ミニ四駆チャンピオンシップ」)にて年間チャンピオンを決める。オープンクラスの選手は、ジャパンカップもその年間レースの一つに組み込まれている形式になったため、実質的な日本一は「ミニ四駆チャンピオンシップ」の優勝者となる。チャンピオンズへの所属はオープンクラスでの優勝が条件であり、ジュニアクラス参加者はオープンクラスへの参加が不可能なため、ジュニアクラスにおいては、ジャパンカップが日本一決定戦となっている。
- 第3回大会(1990年)以降は富士通乾電池(現在はグループ企業のFDK製造)の提供で、正式大会名も『富士通乾電池提供 ○○ジャパンカップ』となり、タミヤから発売の電池以外に富士通ブランドの乾電池が使用可能である。それ以前の大会については不明。またオータムカップでは富士通以外の電器メーカー大手数社も協賛していたようだが[6]、レギュレーションに関しては未確認。
- 第1回(1988年)～第11回(1998年)までは、田宮模型（現:タミヤ）一社提供の番組『タミヤRCカーグランプリ』（テレビ東京系）でレースの模様を紹介していた。
- 以下各年の大会概要について記述。

### 第1回「1988 ジャパンカップ」
- 開催期間：1988年7月24日～8月28日(16会場)
- 当日参加受付　動員数53,600名
- 決勝コース：ウルトラグレートダッシュサーキット(全長150m)。基本的にフラットなコース。主なセクション：ジャンプセクション、立体レーンチェンジ。
- 第1回「ジャパンカップ」開催。初めてミニ四駆の日本一を決める大会として開催された[7]。この年のみ午前と午後の二部制を採用しており、参加人数は各500人ずつの計1000人。2012年のジャパンカップ(第13回)以外では唯一の当日参加受付となる[8]。
- 前年に『ダッシュ!四駆郎』の連載がスタート。この年の4月に銀座の「コロコロラジコン・ミニ四駆グランプリ」会場に、現在と同じ規格のミニ四駆レース用サーキットが初めて設置された。公式大会の実況者である「ミニ四ファイター(初代)」はこの年の1月にコロコロ誌上でデビュー。

### 第2回「1989 ジャパンカップ」
- 開催期間：1989年7月26日～8月29日(16会場)
- 参加応募数：150,200通　動員数91,500名
- 決勝コース：ウルトラダッシュサーキット1989(164m)。レーンチェンジ以外で初めて立体交差が登場しアップダウンが増える。主なセクション：ナイアガラスロープ（ジャパンカップ2012に登場したものとは全く異なる）、バンクカーブ、3連ドラゴンバック、2連ウェーブサイドワインダー、超ロングストレート・キャノンロード、立体レーンチェンジ。
- 午前と午後の区分けを撤廃し計1000人による一日一部制へと変更。大会当日の混乱を避けるためこの大会からハガキによる事前応募制に[9]。これらの形式は以後1999年(第12回)まで継続される。参加マシンのレギュレーションも前年度以上に明確化された。この年の10月に『四駆郎』のアニメがスタート。第一次ミニ四駆ブーム到来。
- この年の8月にこの大会を題材としたファミリーコンピュータ用ゲーム『レーサーミニ四駆 ジャパンカップ』が発売。実際の大会と同じコースが登場した。

### 第3回「1990 グレートジャパンカップ」
- 開催期間：1990年7月25日～8月30日(16会場)
- 参加応募数：31,730通　動員数91,600名
- 決勝コース：ホライゾンサーキット(236m)。コース全長が一気に伸びて200mを超える。主なセクション：ジャンプセクション、バンクカーブ×3、ロングスロープ、立体レーンチェンジ、ジャンプセクション。
- この大会から、各地区を勝ち抜いた優勝レーサーが東京に集まる日本一決定戦が行われる。また富士通の冠大会となる。3月、『四駆郎』のアニメが半年で終了。

### 第4回「1991 スーパージャパンカップ」
- 開催期間：1991年7月21日～8月30日(15会場)
- 参加応募数：31,300通　動員数31,600名
- 決勝コース：スーパーウェーブダッシュサーキット(250m)。主なセクション：スーパージャンクション、スーパーウェーブバンク、ビクトリージャンプ、スーパージャンクション、スーパーウェーブバンク、ビクトリージャンプ、立体レーンチェンジ。※ビクトリージャンプは真ん中のレーンのみに存在。
- この大会からの上位入賞者3名が親善大使として、香港で開催された世界大会へ招待された。

### 第5回「ザ・ジャパンカップ'92」
- 開催期間：1992年7月26日～8月30日(13会場)
- 参加応募数：10,399通　動員数21,800名
- 決勝コース：ドラゴンスクロールサーキット(210m)。初めて前年よりコース全長が短くなる。レーンチェンジの新パターンが登場。主なセクション：270゜コーナー、立体ストレート、バンクカーブ、ループレーンチェンジャー。
- この年『四駆郎』の連載が終了。第一次ブームが終わり暫くの時が経過し動員数も大幅に減少した。ミニ四ファイターが初の海外大会訪問。この年のマレーシア、タイで開催されたミニ四駆大会に登場。

### 第6回「スーパージャパンカップ'93」
- 開催期間：1993年7月25日～8月29日(13会場)
- 参加応募数：6,490通　動員数11,550名
- 決勝コース：名称なし(200m)。主なセクション：前年に引き続きコース全長が短くなった。主なセクション：3連エアロトンネル、R2100コーナー、スロープレーンチェンジ、2連ベルトコンベア、R2100コーナー。
- ファイターが金髪に。2012年大会を除いて大会中最低の動員数となった。翌年にフルカウルミニ四駆が登場し、ミニ四駆史上最大のブームの幕開けとなる。

### 第7回「スーパージャパンカップ'94」
- 開催期間：1994年7月24日～8月30日(15会場)
- 参加応募数：7,757通　動員数19,600名
- 決勝コース：グレートエアロサーキット(260m)。3年ぶりにコース全長が前年を上回った。主なセクション：ハリケーンドーム、爆音ストレート、R2100コーナー×2、大S字カーブ、レーンチェンジ(バーニングブリッジ、45度)、芝セクション、小S字カーブ、芝セクション。
- この年、『爆走兄弟レッツ&ゴー!!』の連載スタートやフルカウルミニ四駆の発売で新規レーサーが増え、翌年以降の大盛況に繋がる。

### 第8回「Vジャパンカップ'95」
- 開催期間：1995年7月23日～8月29日(15会場)
- 参加応募数：37,132通　動員数101,500名
- 決勝コース：ビクトリーエアロサーキット(260m)。前年と同じコース全長。主なセクション：マグナムストレート、ソニックカーブ、芝セクション→ヘアピンカーブ→芝セクション→レーンチェンジ(バーニングブリッジ、45度)→芝セクション→ヘアピンカーブ→芝セクション、R2100コーナー、スーパービクトリーマウンテン、バンクカーブ45゜、R2100コーナー。
- この大会を最後に、初代ミニ四ファイターが引退。跡を継いだ2代目ミニ四ファイターが同年秋の「オータムカップ'95」でデビュー。

### 第9回「スーパージャパンカップ'96」
- 開催期間：1996年7月20日～8月24日(14会場)
- 参加応募数：62,664通　動員数304,000名
- 決勝コース：スーパーサイクロンサーキット(280m)。主なセクション：3連タイフーンドーム、レーンチェンジ(バーニングブリッジ、45度)、ドラゴンブリッジ、ハリケーンコーナー、サイクロンバンク(バンクカーブ×6)、芝生セクション、S字クランク。
- 『爆走兄弟レッツ&ゴー!!』のアニメがスタートし、ミニ四駆の第二次ブームが到来する。8月23日～24日の2日間にかけて東京ビッグサイトで開催された決勝大会だけで70,000人もの動員を記録[10]。全国開催動員数は304,000名を記録し、前述の通り単独開催のホビーイベントとしては2022年現在も破られていない記録である。
- 決勝大会の模様は、『爆走兄弟レッツ＆ゴー!!スペシャル ミニ四駆レーサー大集合!!』(テレビ東京1996年12月30日放送)で紹介された。これは『レッツ&ゴー!!』DVD-BOXの映像特典として収録されており視聴可能である。

### 第10回「グレートジャパンカップ'97」
- 開催期間：1997年7月21日～8月30日(15会場)
- 参加応募数：41,113通　動員数165,000名
- 決勝コース：グレートアトミックサーキット(275m)。コース全長は前年より短くなる。主なセクション：S字カーブ、スパイラルバンク(バンクカーブ30゜×2)、レーンチェンジ(バーニングブリッジ、60度)、コブラストレート、アトミックツイスター、S字ブリッジ、バンクカーブ45゜、芝生ストレート、メモリアルストレート(第1回大会のストレート部分を使用)。
- 劇場版『レッツ&ゴー!!WGP』に登場する「ガンブラスターXTO」の1/1モデル(実車)が登場。ジャパンカップ史上初めて女の子レーサーが日本一に[11]。

### 第11回「スーパージャパンカップ'98」
- 開催期間：1998年7月20日～8月29日(15会場)
- 参加応募数：18,683通　動員数68,800名
- 決勝コース：ナックルパワーサーキット(300m)。ついにコース全長300m突破。マックスストレートの9.6mは大会史上最長を誇る。主なセクション：ウォールバンク、S字デジタルカーブ、スタックストレート、バンクカーブ45゜、アップスロープ、マックスストレート(9.6m)、ダウンスロープ、レーンチェンジ(バーニングブリッジ、45度)、デビルズカーブ。
- アニメ『レッツ&ゴー!!MAX』でシリーズ完結。人気はピークを過ぎ、ブームは落ち着き始める。この頃になるとユーザーがマニアック化し新規ユーザーが入りにくい状況となり始める[12]。
- 『タミヤRCカーグランプリ』が1999年3月をもって終了したため、ジャパンカップが当番組で紹介される最後の大会となった。

### 第12回「ジャパンカップ1999」
- 開催期間：1999年7月20日～8月29日(14会場)
- 参加応募数：7000通　動員数35,300名
- コース(予選・決勝共通)：スーパーライトニングサーキット(308m)。大会最長のコース全長308m。主なセクション：ハーフパイプストレート、レーンチェンジ(スピニングチェンジャー)、アップスロープ、ダウンスロープ、ロッキングストレート、ショートスロープ、ライトニングバンク、ジャンピングヒル、スーパーロッキングストレート。
- この年『レッツ&ゴー!!』連載終了。この大会を最後にジャパンカップは一旦その歴史に幕を閉じ、ミニ四駆における第二次ブームが終焉を迎え12年間の休止期間に入った。2007年の「ミニ四駆GP年間チャンピオン戦」関東大会を最後に、2代目ミニ四ファイターが引退。タミヤのレース大会のMCはダンガンガッツ(後にMCガッツと改名)に交代した。

### 第13回「ジャパンカップ2012」[5]
- 開催期間：2012年7月15日～9月30日(12会場)
- 当日参加受付　全会場雨天決行
- オープンクラス(年齢制限なし)、ジュニアクラス(中学生以下のみ)の2クラスで開催。各地区大会の優勝選手は「エリア代表選手」として9月30日に開催される「ジャパンカップ2012 チャンピオン決定戦」(東京都江東区・MEGAWEB)への出場権が与えられ、更に12月開催予定の｢年間チャンピオン戦｣への出場権が与えられる。全国のミニ四駆サーキット設置店「ミニ四駆ステーション」行われる「ジャパンカップ シード代表決定戦」での優勝者は、各地区の大会に出場の際に第一次予選が免除され、第二次予選から出場する事が可能。
- コース(予選)：ウルトラエアロサーキット2012(209m)。急勾配45°の地獄坂“ヘルクライム”と一気に45°でマシンがかけ下る“ナイアガラスロープ”が最大の特徴。主なセクション：エアロトンネル2012、ウェーブセクション、デジタルカーブ、スロープセクション、レーンチェンジ(バーニングブリッジ、30度)、ダブル芝セクション、ヘルクライム、クリヤーブリッジ、ナイアガラスロープ、R2100コーナー。(決勝)このコースのスロープセクションをアイガースロープに変更し、ナイアガラスロープ直後のストレートを延長した「ウルトラエアロサーキット2012・ファイナルバージョン」(262m)が使用される[13]
- 13年ぶりに復活を果たしたジャパンカップ。第1回大会以来の当日参加受付。大会史上初めての9月までの開催となる。東京大会においてはUSTREAMでの大会ネット中継が実施されている。
- ジャパンカップで初めて群馬県での大会を開催。700人が参加した[14]。
- 最終日(9月30日)の「チャンピオン決定戦」会場のミニ四駆30周年記念展示コーナー内にて、ニコニコ動画のニコニコ生放送で9月28日に放送される『【落ち着けハマーD!】爆走兄弟レッツ＆ゴーWGP!!上映会 ハマーD特選5話』のタイムシフトを公開予定[15]。

### 第14回「ジャパンカップ2013」
- 開催期間：2013年6月23日～10月27日(15会場)
- 当日参加受付　東京ホビーショー大会を除き雨天決行
- 昨年の「ジャパンカップ2012」同様、オープンクラス(年齢制限なし)、ジュニアクラス(中学生以下のみ)の2クラスで開催。各地区大会の優勝選手は「エリア代表選手」として10月27日に開催される「ジャパンカップ2013 チャンピオン決定戦」(東京都江東区・MEGAWEB)への出場権が与えられ、更に12月開催予定の｢年間チャンピオン戦｣への出場権が与えられる。全国のミニ四駆サーキット設置店「ミニ四駆ステーション」行われる「ジャパンカップ シード代表決定戦」での優勝者は、各地区の大会に出場の際に第一次予選が免除され、第二次予選から出場する事が可能。
- コース(予選)：スーパークライムサーキット2013(213m)。コーナーの外側が内側より低い逆バンクや、地味にマシンを上下に揺さぶるウォッシュボードストレートを抜けたその先にそびえ立つスーパーデルタバンクといった新しいセクションや、ナイアガラスロープの角度を若干緩やかにしたヘルクライム＆ナイアガラスロープVer.2、デジタル化されたことにより、更にマシンへの影響を与えるウェーブセクションVer.2といった、今までに登場したセクションもバージョンアップした。

### 第15回「ジャパンカップ2014」
- 開催期間：2014年6月22日～10月19日(15会場)
- 当日参加受付　東京大会3を除き雨天決行
- オープンクラス(年齢制限なし)、ジュニアクラス(小学校4年生から中学3年生までのうち、マシンを自身で製作した人)、ファミリークラス（小学校3年生まで、またはマシンを共同製作した中学3年生までの親子）、チャンピオンズ（2013年以降のタミヤミニ四駆公認競技会のオープンクラス優勝者）の4クラスで開催。各地区大会のジュニアクラスおよびオープンクラスの優勝選手は「エリア代表選手」として10月19日に開催される「ジャパンカップ2014 チャンピオン決定戦」への出場権が与えられ、このほかオープンクラスの優勝者は、チャンピオンズ2014の認定および12月開催予定の｢ミニ四駆 チャンピオンシップ2014｣への出場権が与えられる。ジャパンカップ2014 東京大会1より前にチャンピオンズ2014に認定された選手は、10月19日の東京大会4にて「チャンピオンズ代表決定戦」を開催し、勝ち抜いた選手は「ジャパンカップ2014 チャンピオン決定戦」に出場することができる。
- コース(予選)：スーパーグライドサーキット2014(232m)。

### 第16回「ジャパンカップ2015」
- 開催期間：2015年6月21日～10月18日(16会場)
- 当日参加受付　東京大会3を除き雨天決行、チャンピオン決定戦(10月18日)は当日予選なし
- オープンクラス(小学校4年生以上のうち、マシンを自身で製作した人)、ジュニアクラス(小学校4年生から中学3年生までのうち、マシンを自身で製作した人)、ファミリークラス（小学校3年生まで、またはマシンを共同製作した人）、チャンピオンズ（ミニ四駆グランプリ2014 NEW YEAR以降のミニ四駆公認競技会のオープンクラス優勝者、および2013-2014チャンピオンズ認定者において優秀な成績を収めた選手）の4クラスで開催。各地区大会のジュニアクラス・オープンクラス・チャンピオンズの優勝選手は「エリア代表選手」として10月18日に開催される「ジャパンカップ2015 チャンピオン決定戦」への出場権が与えられる。
- コース(予選)：ハイパーダッシュサーキット2015(197m)。

### 第17回「ジャパンカップ2016」
- 開催期間：6月19日～10月16日(15会場、最終日は東京大会EXとしてオープンクラス限定の予選を行い、優勝者はその後行われるチャンピオン決定戦へ進出)
- クラス：オープンクラス(チャンピオンズ認定選手でない高校生以上)、ファミリークラス（中学3年生以下で、マシンを他人と共同で、または完全に他人が制作）、ジュニアクラス（小学4年生以上中学3年生以下で、マシンを一人で制作）、チャンピオンズ（チャンピオンズ認定選手のみ）
- コース：ウルトラバーニングサーキット2016(205m)

オープンクラスの参加者は専用アプリである「TAMIYA PASSPORT」での事前受付が必要となっている。ファミリークラス、ジュニアクラス、チャンピオンズの参加者は専用アプリでの受付は必要なし。

### 第18回「ジャパンカップ2017」
- 開催期間：6月18日～10月15日(15会場、最終日は東京大会EXとしてオープンクラス限定の予選を行い、優勝者はその後行われるチャンピオン決定戦へ進出)
- クラス：オープンクラス(チャンピオンズ認定選手でない高校生以上)、ファミリークラス（小学3年生以下、または中学3年生以下で、マシンを他人と共同で、または完全に他人が制作）、ジュニアクラス（小学4年生以上中学3年生以下で、マシンを一人で制作）、チャンピオンズ（チャンピオンズ認定選手のみ）
- コース：グレートクロスサーキット2017(200m)

「ジャパンカップ2016」と同様に、オープンクラスの参加者は専用アプリである「TAMIYA PASSPORT」での事前受付が必要となっている。ファミリークラス、ジュニアクラス、チャンピオンズの参加者は専用アプリでの受付は必要なし。